# دراسات العلاج الوهمي
دراسات العلاج الوهمي هي طريقة لاختبار العلاج الطبي، إذ تتلقى مجموعة مراقبة منفصلة، بالإضافة إلى مجموعة من الأشخاص الذين يتلقون العلاج المطلوب تقييمه، علاجًا مزيفًا «وهميًا» صُمم خصيصًا بحيث لا يكون له تأثير حقيقي. تُستخدم الأدوية الوهمية بشكل شائع في التجارب العمياء، فلا يدرك الأشخاص ما إذا كانوا يتلقون علاجًا حقيقيًا أو وهميًا. في كثير من الأحيان، هناك أيضًا مجموعة أخرى تسمى مجموعة «التاريخ الطبيعي للمرض»، لا تتلقى أي علاج على الإطلاق.
الغرض من مجموعة الدواء الوهمي هو حساب تأثير الدواء الوهمي، أي التأثيرات الناتجة عن العلاج الذي لا صلة له بالعلاج الحقيقي. تتضمن هذه العوامل معرفة أن الشخص يتلقى العلاج، واهتمام متخصصي الرعاية الصحية، وتوقعات فعالية العلاج من قبل الذين يديرون الدراسة البحثية. دون وجود مجموعة الدواء الوهمي للمقارنة معها، لا يمكن معرفة ما إذا كان العلاج نفسه له أي تأثير.
يظهر المرضى تحسنًا في كثير من الأحيان حتى عند تقديم علاج وهمي أو «مزيف». يمكن أن تتخذ علاجات الدواء الوهمي الخاملة هذه أشكالًا عديدة، مثل حبوب تحتوي على السكر فقط، أو عملية جراحية لا تتضمن أي إجراء فعال (مجرد شق وأحيانًا بعض الجس للبنى الأساسية في الجسم)، أو جهاز طبي (مثل جهاز تخطيط الصدى الطبي) الذي لم يتم تشغيله بالفعل. أيضًا، نظرًا لقدرة الجسم الطبيعية على الشفاء والتأثيرات الإحصائية مثل الانحدار نحو المتوسط، يتحسن العديد من المرضى حتى في حالة عدم إعطائهم علاجًا على الإطلاق. بذلك، لا يكون السؤال المناسب عند تقييم العلاج «هل العلاج فعال؟» وإنما «هل العلاج فعال مقارنةً بالعلاج الوهمي، أو بعدم إعطاء علاج على الإطلاق؟». كتب أحد الباحثين في التجارب السريرية الأولى، «الهدف الأول من التجربة العلاجية هو اكتشاف ما إذا كان المرضى الذين يتلقون العلاج قيد التحقيق يشفون بسرعة أكبر، أو بشكل كامل أو بشكل متكرر، أكثر مما لو أنهم لم يأخذوا العلاج». على نطاق أوسع، فإن الهدف من التجربة السريرية هو تحديد أي العلاجات، التي تُعطى في أي حالات، وإلى أي المرضى، وفي أي ظروف، هي الأكثر فعالية.
لذلك، يعد استخدام الأدوية الوهمية عنصر تحكم قياسي في معظم التجارب السريرية، والتي تحاول إجراء نوع من التقييم الكمي لفعالية الأدوية أو العلاجات الطبية. يسمى هذا الاختبار أو التجربة السريرية دراسة تتحكم بالعلاج الوهمي، ويكون التحكم فيها من النوع السلبي. تسمى الدراسة التي يكون عنصر التحكم فيها علاجًا اختير مسبقًا، دراسة التحكم الإيجابي، لأن التحكم فيها يكون من النوع الإيجابي. لا توافق الهيئات التنظيمية الحكومية على الأدوية الجديدة إلا بعد إثبات الاختبارات لاستجابة المرضى لها، وأن تأثيرها أكبر من تأثير الدواء الوهمي (عن طريق التأثير على المزيد من المرضى، أو التأثير على المستجيبين لها بقوة أكبر، أو كليهما).
يكون لهذا الارتباط الوثيق بين تأثيرات الدواء الوهمي والتجارب المنضبطة المعشاة أثر هام على كيفية فهم وتقييم تأثيرات الدواء الوهمي في المجتمع العلمي.